# Valentín Viola
Valentín Nicolás Viola (Moreno, Buenos Aires; 28 de agosto de 1991) es un futbolista argentino. Juega de delantero extremo y actualmente se encuentra sin equipo, tras su paso por Barracas Central.
Su carrera profesional comenzó en Racing Club, en donde fue considerado una de las grandes promesas que había en el predio Tita Mattiussi. Junto a él estaban Luciano Vietto, Rodrigo de Paul, Bruno Zuculini, Ricardo Centurión, Luis Fariña, entre otros.

## Trayectoria

### Racing Club
Se formó en las divisiones juveniles de San Lorenzo de Almagro, pero tras quedar libre en la octava división y por consejo de su padre Norberto (años más tarde será su representante) se incorporó a las inferiores de Racing Club, club en el que debutó en un amistoso frente al El Porvenir, en enero de 2010. Su presentación oficial se produjo el 3 de septiembre de 2010 frente a Colón. Su primer gol llegó el 27 de enero de 2011, cuando anotó de cabeza el único gol de Racing en una derrota por 2 a 1 ante Godoy Cruz por la Copa uvita de Mendoza. Sin embargo, el mismo dijo que no sabe cómo lo metió, afirmando que estaba elogiando a un alcanza pelota.[cita requerida] El 7 de mayo de 2011 marcó su primer gol en torneos oficiales al abrir el marcador en la victoria de Racing por 2 a 1 ante Arsenal por la fecha 13 del Torneo Clausura. En esa ocasión ingresó por Gabriel Hauche a 33 minutos del segundo tiempo y anotó tan sólo un minuto después.
En el Torneo Apertura 2011 jugó 13 partidos (2 como titular) y marcó un gol, y fue nombrado por el diario español Marca como el jugador revelación de la Argentina y el mejor delantero juvenil de Sudamérica.[cita requerida] En julio de 2012 fue vendido por una suma aproximada a 5.000.000 de dólares por el 40% del pase al Sporting de Lisboa. Se sumó al equipo portugués tras perder la final de la Copa Argentina 2011-12 el 8 de agosto contra Boca Juniors por 2 a 1, siendo precisamente Viola el que descontó para La Academia.

### Sporting de Lisboa
El 14 de agosto de 2012 fue presentado como jugador del Sporting de Lisboa. El 27 de agosto de 2012 Valentín Viola jugó su primer partido oficial con el club portugués contra el Rio Ave F.C.. El 7 de diciembre de 2012 marcó su primer gol con la camiseta del Sporting de Lisboa ante el Videoton FC por la Liga Europea. El 6 de abril de 2013 marcó su primer gol en la Superliga de Portugal a los 93 minutos le dio la victoria a su equipo 3-2 ante el Moreirense F.C., en la que Viola entró a los 79 minutos en reemplazo de André Martins.

### Regreso a Racing Club
El 31 de julio de 2013 Viola volvió a préstamo por un año a Racing Club a cambio de 450.000 euros más 750.000 euros de contrato. El 14 de agosto de 2013 convirtió su primer gol en la vuelta al club con un cabezazo que le marcó a Lanús en la derrota por 2-1 de Racing en segunda fase de la Copa Sudamericana 2013. El 8 de febrero metió de "chilena" el primer tanto en la victoria de Racing por 3 a 0 sobre Colón. Este sería su último gol en La Academia antes de volver a Europa.

### Kardemir Karabükspor
En 2014 volvió al Sporting, pero este lo cedió al Karabükspor de la Superliga de Turquía para la temporada 2015/16, descendió de categoría.

### Royal Exel Mouscron
Tras disputar la primera mitad de la temporada 2015/16 con el Sporting B, en enero de 2016 quedó libre y se sumó al Apollon Limassol de la Primera División de Chipre. Este lo prestó inmediatamente al Royal Excel Mouscron de la Primera División de Bélgica. Allí jugó nueve partidos (cinco como titular) y metió un gol en la segunda mitad de la temporada. En la primera mitad de la temporada 2016/17 siguió alternando partidos como titular y como suplente hasta que en enero de 2017 terminó su contrato con el equipo belga.

### Independiente Medellín
Regresó al Apollon Limassol, pero Viola decidió buscar una liga con "más pasión", pues el fútbol belga "es diferente al sudamericano".[cita requerida] Viola, de 25 años, pasó al Independiente Medellín por € 650 mil a préstamo por un año y con opción de compra, donde se convirtió en uno de los principales refuerzos para la Copa Libertadores y la liga local. El jugador afirmó que el torneo continental sería un "reto grande e importante" para él "y para el equipo". "Es difícil, pero espero que lleguemos lo más lejos posible", apostilló.[cita requerida]

### San Lorenzo de Almagro
En enero de 2018 llega en condición de jugador libre al club azulgrana.
En junio de 2018 el entrenador Claudio Biaggio le comunica al jugador que no será tenido en cuenta. Apenas jugó 34 minutos en San Lorenzo, en la derrota ante Gimnasia. Tenía contrato hasta junio de 2019 pero en diciembre de 2018 firma la rescisión del mismo y pasa a ser jugador libre.

### San Martín de Tucumán
Luego de su frustrado pasó por San Lorenzo de Almagro recaló en San Martín de Tucumán quien en ese entonces jugaba en la Primera División, no obstante su aporte fue escaso con muy pocos partidos disputados sin marcar goles y un nuevo descenso en su haber.

### Nueva Chicago
El conjunto de Mataderos se hizo de sus servicios en el aciago año 2020 cuando llegó la pandemia del COVID-19. No obstante su aporte en el equipo capitalino fue algo mejor que en otros clubes con 14 partidos disputados y dos goles.

### Club Agropecuario
El "sojero" de Carlos Casares fue otro de los clubes de la segunda división argentina que cobijó al ex-delantero racinguista. Solamente tuvo juego en seis partidos.

### Barracas Central
Viola arribó en 2021 al conjunto barraqueño y tuvo el privilegio de ser partícipe del histórico ascenso de Barracas Central a Primera División con 9 partidos disputados. Volvió a jugar en Primera División con Barracas Central en dos partidos durante 2022.

## Selección nacional
Fue citado varias veces para la Selección argentina Sub-20. Fue incluido como uno de los sparrings de Argentina en el Mundial 2010. Pese a esto no fue convocado para disputar el Campeonato Sudamericano Sub-20 de 2011, pero sí jugó en el Hexagonal Sub-20.

## Estadísticas
Actualizado al último partido disputado el 2021
| Club | Div                 | Temporada           | Liga  | Liga  | Liga   | Copas nacionales(1) | Copas nacionales(1) | Copas nacionales(1) | Torneos internacionales(2) | Torneos internacionales(2) | Torneos internacionales(2) | Total | Total | Total  | Media goleadora(3) |
| Club | Div                 | Temporada           | Part. | Goles | Asist. | Part.               | Goles               | Asist.              | Part.                      | Goles                      | Asist.                     | Part. | Goles | Asist. | Media goleadora(3) |
| --- | ------------------- | ------------------- | ----- | ----- | ------ | ------------------- | ------------------- | ------------------- | -------------------------- | -------------------------- | -------------------------- | ----- | ----- | ------ | ------------------ |
| Racing Club Argentina | 1.ª                 | 2010-11             | 12    | 1     | 0      | —                   | —                   | —                   | —                          | —                          | —                          | 12    | 1     | 0      | 0,08               |
| Racing Club Argentina | 1.ª                 | 2011-12             | 34    | 5     | 2      | 5                   | 1                   | 0                   | —                          | —                          | —                          | 39    | 6     | 2      | 0,15               |
| Racing Club Argentina | 1.ª                 | 2013-14             | 30    | 1     | 5      | —                   | —                   | —                   | 2                          | 1                          | 0                          | 32    | 2     | 5      | 0,06               |
| Racing Club Argentina | Total club          | Total club          | 76    | 7     | 7      | 5                   | 1                   | 0                   | 2                          | 1                          | 0                          | 83    | 9     | 7      | 0,11               |
| Sporting de Portugal Portugal | 1.ª                 | 2012-13             | 18    | 1     | 1      | 3                   | 0                   | 1                   | 4                          | 1                          | 0                          | 25    | 2     | 2      | 0,08               |
| Sporting de Portugal Portugal | Total club          | Total club          | 18    | 1     | 1      | 3                   | 0                   | 1                   | 4                          | 1                          | 0                          | 25    | 2     | 2      | 0,08               |
| Sporting de Portugal B Portugal | 2.ª                 | 2013                | 3     | 0     | 0      | —                   | —                   | —                   | —                          | —                          | —                          | 3     | 0     | 0      | 0,00               |
| Sporting de Portugal B Portugal | 2.ª                 | 2015                | 8     | 2     | 2      | —                   | —                   | —                   | —                          | —                          | —                          | 8     | 2     | 2      | 0,25               |
| Sporting de Portugal B Portugal | Total club          | Total club          | 11    | 2     | 2      | 0                   | 0                   | 0                   | 0                          | 0                          | 0                          | 11    | 2     | 2      | 0,18               |
| Kardemir Karabükspor Turquía | 1.ª                 | 2014-15             | 21    | 3     | 5      | 2                   | 1                   | 0                   | 1                          | 0                          | 0                          | 24    | 4     | 5      | 0,17               |
| Kardemir Karabükspor Turquía | Total club          | Total club          | 21    | 3     | 5      | 2                   | 1                   | 0                   | 1                          | 0                          | 0                          | 24    | 4     | 5      | 0,17               |
| Royal Mouscron-Péruwelz · Bélgica | 1.ª                 | 2016                | 7     | 1     | 1      | 2                   | 0                   | 0                   | —                          | —                          | —                          | 9     | 1     | 1      | 0,11               |
| Royal Mouscron-Péruwelz · Bélgica | 1.ª                 | 2016                | 14    | 1     | 2      | 1                   | 0                   | 0                   | —                          | —                          | —                          | 15    | 1     | 2      | 0,07               |
| Royal Mouscron-Péruwelz · Bélgica | Total club          | Total club          | 21    | 2     | 3      | 3                   | 0                   | 0                   | 0                          | 0                          | 0                          | 24    | 2     | 3      | 0,08               |
| Independiente Medellín · Colombia | 1.ª                 | 2017                | 18    | 4     | ?      | 3                   | 0                   | ?                   | 6                          | 2                          | 0                          | 27    | 6     | ?      | 0,22               |
| Independiente Medellín · Colombia | Total club          | Total club          | 18    | 4     | ?      | 3                   | 0                   | ?                   | 6                          | 2                          | 0                          | 27    | 6     | ?      | 0,22               |
| San Lorenzo de Almagro Argentina | 1.ª                 | 2018                | 1     | 0     | 0      | —                   | —                   | —                   | —                          | —                          | —                          | 1     | 0     | 0      | 0,00               |
| San Lorenzo de Almagro Argentina | Total club          | Total club          | 1     | 0     | 0      | 0                   | 0                   | 0                   | 0                          | 0                          | 0                          | 1     | 0     | 0      | 0,00               |
| San Martín de Tucumán Argentina | 1.ª                 | 2019                | 4     | 0     | 0      | 3                   | 0                   | 0                   | —                          | —                          | —                          | 7     | 0     | 0      | 0,00               |
| San Martín de Tucumán Argentina | Total club          | Total club          | 4     | 0     | 0      | 3                   | 0                   | 0                   | 0                          | 0                          | 0                          | 7     | 0     | 0      | 0,00               |
| Nueva Chicago Argentina | 2.ª                 | 20                  | 14    | 2     | 1      | —                   | —                   | —                   | —                          | —                          | —                          | 14    | 2     | 1      | 0,00               |
| Nueva Chicago Argentina | Total club          | Total club          | 14    | 2     | 1      | 0                   | 0                   | 0                   | 0                          | 0                          | 0                          | 14    | 2     | 1      | 0,00               |
| Agropecuario Argentina | 2.ª                 | 2021                | 6     | 0     | 0      | —                   | —                   | —                   | —                          | —                          | —                          | 6     | 0     | 0      | 0,00               |
| Agropecuario Argentina | Total club          | Total club          | 6     | 0     | 0      | 0                   | 0                   | 0                   | 0                          | 0                          | 0                          | 6     | 0     | 0      | 0,00               |
| Total en su carrera | Total en su carrera | Total en su carrera | 166   | 19    | +18    | 19                  | 2                   | +1                  | 13                         | 4                          | 0                          | 198   | 25    | +19    | 0.13               |
| (1) Incluye Copa Argentina (2011-12); Copa de Portugal (2012-13); Copa de la Liga de Portugal (2012-13); Copa de Turquía (2014-15); Play-off a la Europa League (2016); Copa de Bélgica (2016); (2) Incluye Copa Sudamericana, UEFA Europa League y UEFA Champions League. (3) Media de goles por encuentro. No incluye goles en partidos amistosos. |                     |                     |       |       |        |                     |                     |                     |                            |                            |                            |       |       |        |                    |